# De Moivreova–Laplaceova věta
De Moivreova–Laplaceova věta je speciální případ centrální limitní věty v teorii pravděpodobnosti. Říká, že za určitých podmínek lze binomické rozdělení aproximovat pomocí normálního rozdělení. Konkrétně distribuce počtu úspěchů v řadě nezávislých Bernoulliho pokusů s pravděpodobností úspěchu p (tedy binomické rozdělení s parametry n a p) konverguje k normálnímu rozdělení s očekávanou hodnotou np a rozptylem np(1-p), pokud počet pokusů n roste do nekonečna a p není přesně rovno 0 ani 1.

## Historie
Věta byla poprvé publikována Abrahamem de Moivrem v druhém vydání jeho knihy Nauka o šancích v roce 1738. De Moivre studoval distribucí výsledků při velkém počtu hodů mincí.

## Formulace věty
Pokud počet pokusů n roste do nekonečna, lze pro hodnoty k v okolí np aproximovat:
{\displaystyle {n \choose k}\,p^{k}q^{n-k}\simeq {\frac {1}{\sqrt {2\pi npq}}}\,e^{-{\frac {(k-np)^{2}}{2npq}}},\qquad p+q=1,\ p,q>0}
kde platí p + q = 1 a p, q > 0.
Tato aproximace znamená, že pro velká n se binomické rozdělení s parametry n a p blíží normálnímu rozdělení s očekávanou hodnotou n p a rozptylem n p q.

## Důkaz
Jeden možný důkaz de Moivreovy-Laplaceovy věty vychází z aplikace Stirlingova vzorce pro aproximaci faktoriálu u velkých čísel:
{\displaystyle n!\simeq n^{n}e^{-n}{\sqrt {2\pi n}}\qquad {\text{as }}n\to \infty .}
Pomocí tohoto vzorce a logaritmických transformací můžeme aproximovat pravděpodobnostní hmotnostní funkci binomického rozdělení a ukázat, že se blíží hustotě normálního rozdělení.

## Aplikace
De Moivreova–Laplaceova věta je významná v statistice a pravděpodobnosti, protože umožňuje použít normální rozdělení jako aproximaci binomického rozdělení při velkých hodnotách n. To je užitečné při výpočtech, kdy je přesný výpočet binomických koeficientů nepraktický.